# Сульфат иода(III)
Сульфат иода(III) — неорганическое соединение
иода и серной кислоты с формулой I2(SO4)3,
светло-жёлтые кристаллы,
реагирует с водой.

## Получение
- Реакция дииодозилсульфата и оксида серы(VI):

{\displaystyle {\mathsf {(IO)_{2}SO_{4}+2SO_{3}\ {\xrightarrow {100-120^{o}C}}\ I_{2}(SO_{4})_{3}}}}

## Физические свойства
Сульфат иода(III) образует светло-жёлтые гигроскопичные кристаллы.

## Химические свойства
- Под действием влаги воздуха темнеет из-за выделения иода.